# Noord-Cypriotisch voetbalelftal (mannen)
Het Noord-Cypriotisch voetbalelftal is een team van voetballers dat Turkse Republiek Noord-Cyprus vertegenwoordigt bij internationale wedstrijden. Noord-Cyprus is lid van de ConIFA, een voetbalbond die bestemd is voor de landen die geen lid zijn van de FIFA en de UEFA. Noord-Cyprus is dus uitgesloten van deelname aan het WK en het EK.
Het team werd winnaar van eerste editie van de ELF Cup in 2006.

1 CONCACAF-lid · 2 geassocieerd CAF-lid · 3 geassocieerd OFC-lid · 4 geassocieerd AFC-lid